# The Star (chanson de Mariah Carey)
Pour les articles homonymes, voir The Star.
Singles de
I Don't
(2017) GTFO
(2018)
The Star est une chanson de Mariah Carey, extraite de la bande originale du film L'Étoile de Noël. La chanson est écrite et composée Mariah Carey et Marc Shaiman. La chanson est un succès, en atteignant la 6eme place du US Holiday Digital Song Sales.
La musique reçoit une nomination à la 75e cérémonie des Golden Globes pour la meilleure chanson de l'année.

## Composition
Le titre est d'un genre pop, composée de 188 battements par minute.

## Clip vidéo
Le vidéoclip démontre Mariah Carey en train de chanter dans un désert, alternant avec des images du film. 

## Performance commerciale
La chanson est un succès, en atteignant la 6eme place du US Holiday Digital Song Sales.

## Récompense
La musique reçoit une nomination à la 75e cérémonie des Golden Globes pour la meilleure chanson de l'année.

## Format et liste des pistes
Téléchargement légal
1. The Star – 4 :01

## Classement hebdomadaire
| Chart (2017)                               | Peak position |
| ------------------------------------------ | ------------- |
| US Holiday Digital Song Sales (Billboard)r | 6             |